# Rudolf Lönne
Carl Rudolf C:son Lönne, född 18 november 1874 i Lönnskog, Långseruds socken, Värmland, död 25 november 1948 i Hedemora, var en svensk målare.
Han är son till köpmannen August Carlsson och Helena Andersson. Gift 1910 med Sigrid Leksell.
När han var femton år blev han inackorderad i Karlstad för att studera vid Karlstads handelsgymnasium därefter arbetade han som biträde åt en kaffehandlare i Göteborg. Efter att han kommit i kontakt med Ivar Arosenius och Axel Törneman sökte han upp Carl Wilhelmson där han fick en grundläggande konstutbildning. Han fortsatte därefter studierna för Hans Dahl i Berlin och för Lovis Corinth och Max Slevogt vid konstakademin i Charlottenburg. Han ställde ut ett flertal gånger med Dalarnas konstförening och en gång med det Värmländska konstnärsförbundet. Han genomförde en retrospektiv utställning på Värmlands museum 1945 och han deltog i Hedemora stads 500-års-jubileumsutställning 1946. En minnesutställning med hans konst visades 1950 i Falu stads konsthall.
Hans konst består av landskapsmotiv och porträtt i olja och akvarell, ofta med motiv från Värmland och Gagnef.
Lönne är representerad vid Värmlands museum, Vestmanland-Dala nation i Uppsala och vid landstinget i Falun. 
Han bosatte sig 1917 i Hedemora och har blivit kallad Hedemorabygdens egen konstnär.